# TI-30

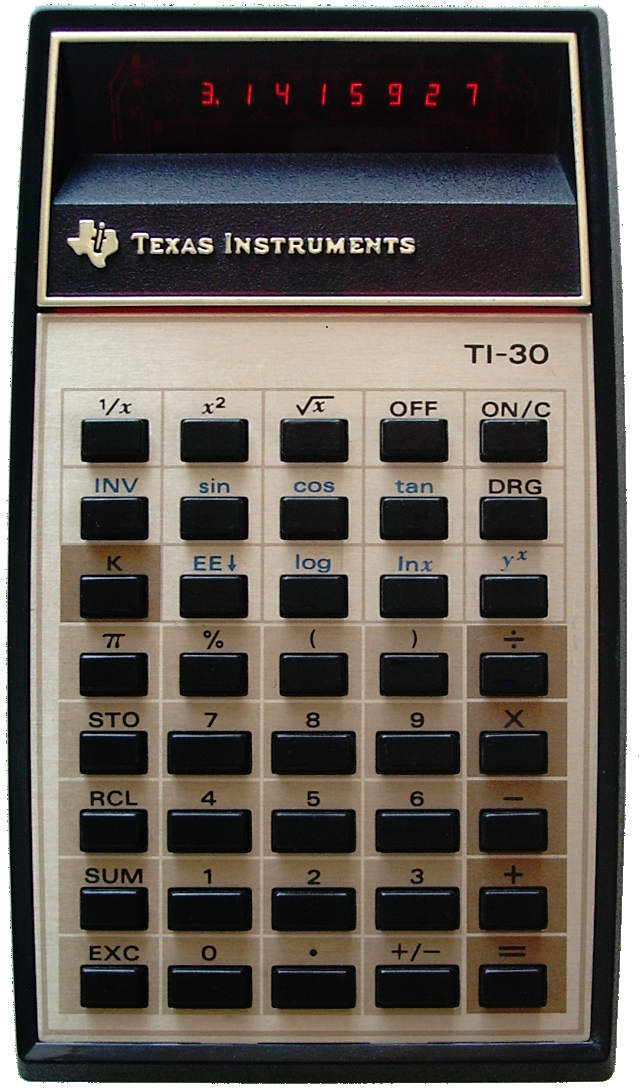
A TI-30 original

TI-30 foi uma calculadora científica produzida pela Texas Instruments, sendo seu primeiro modelo introduzido em 1976. Foi produzida com diversas revisões de seu projeto até 1983.

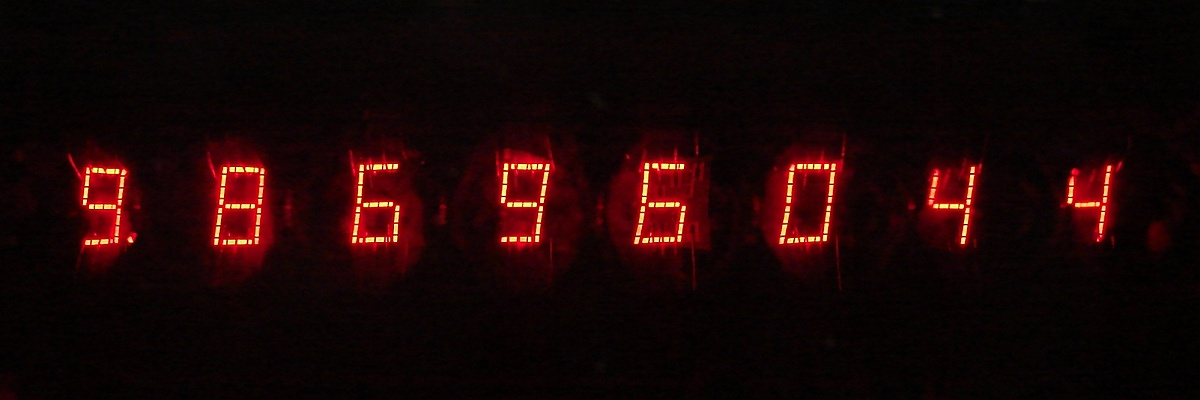
Dígitos no display LED da TI-30 original

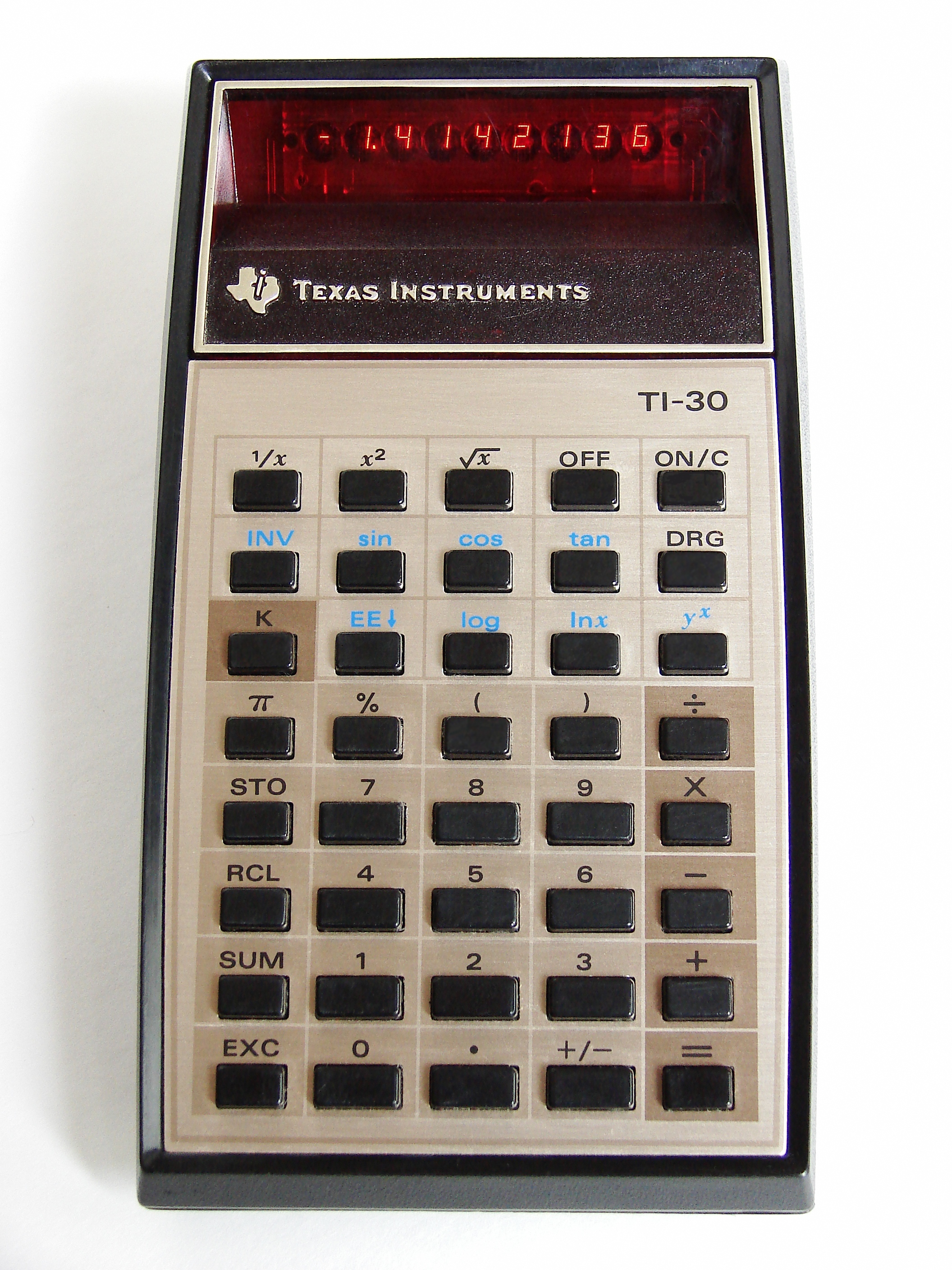
TI-30 original (ca. 1979) com display LED
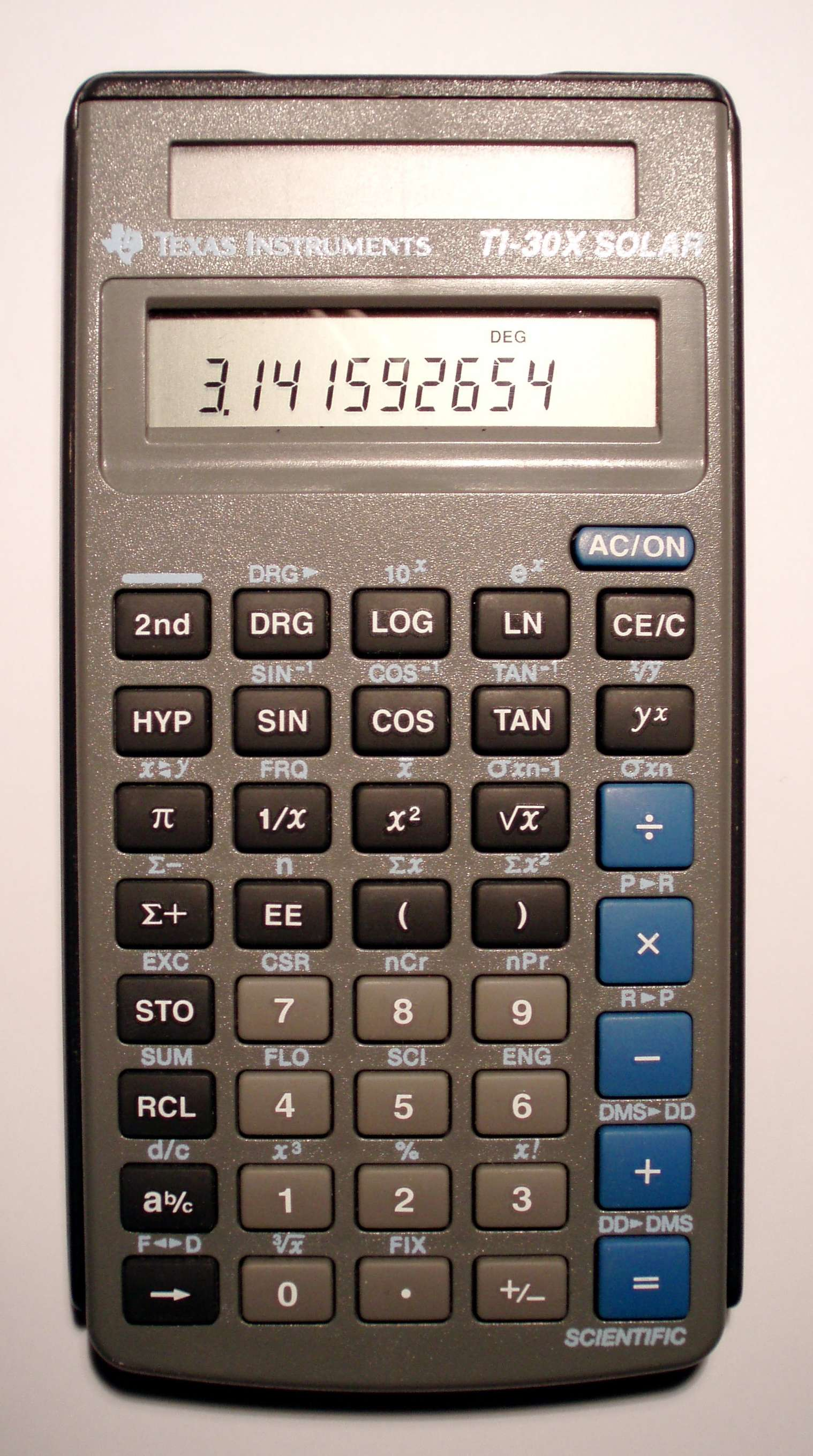
TI-30X SOLAR
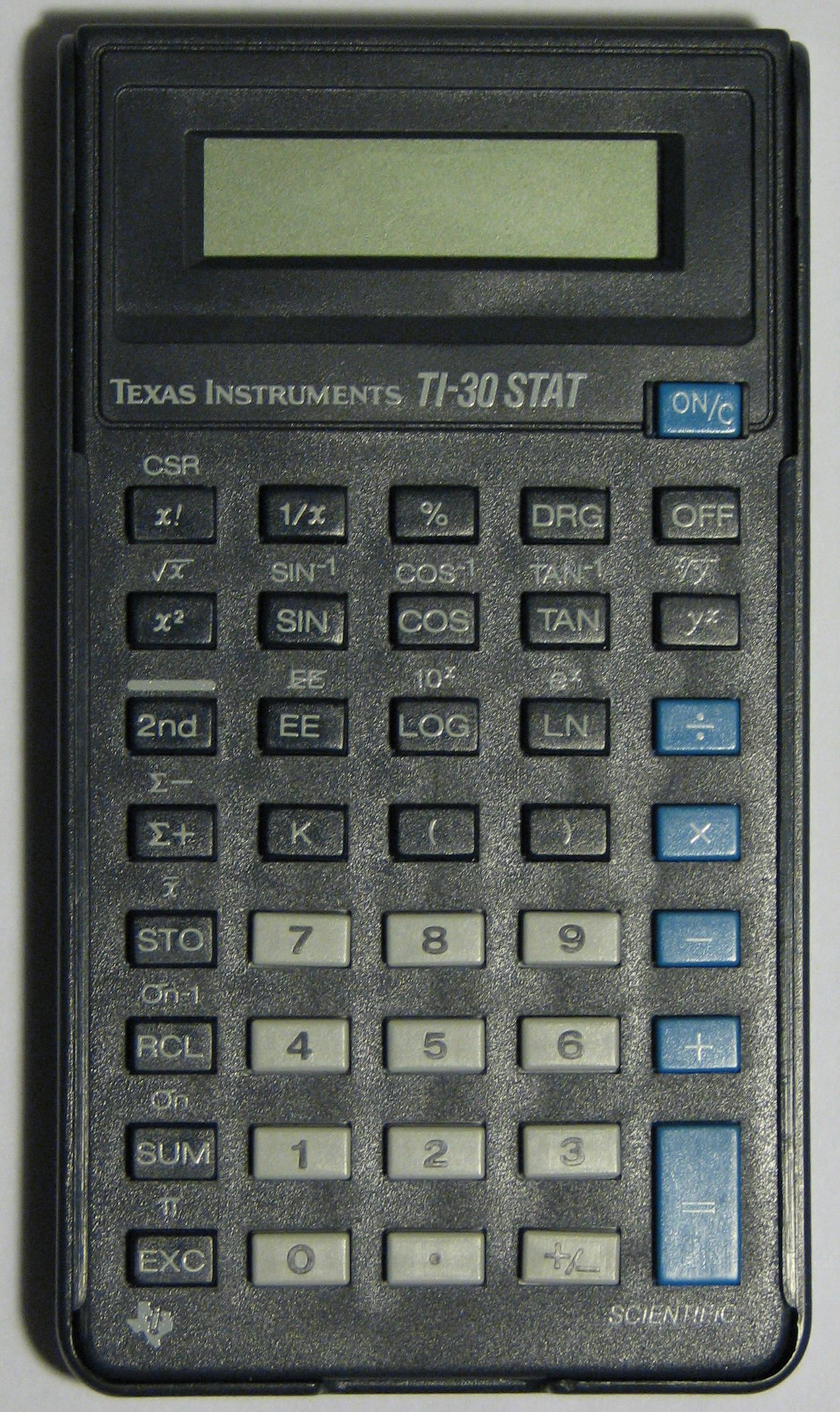
TI-30 Stat
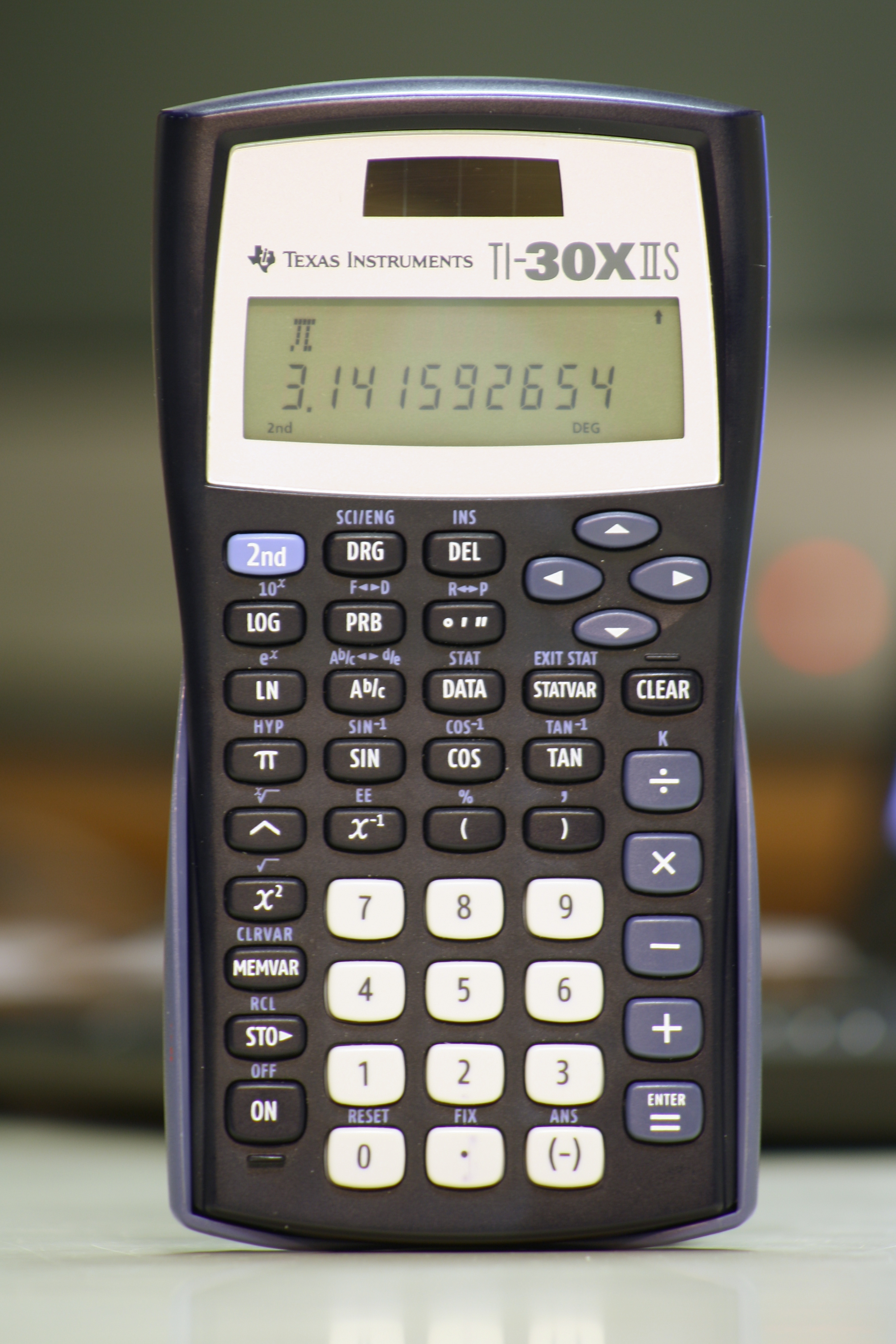
TI-30X IIS